# Amata postmaculata
Amata postmaculata är en fjärilsart som beskrevs av Karl Schawerda. Amata postmaculata ingår i släktet Amata och familjen björnspinnare. Inga underarter finns listade i Catalogue of Life.